# 마산시의회
마산시의회는 당시 경상남도 마산시 지역을 관할했던 기초의회이다. 2010년, 마산시가 창원시, 진해시와 통합하게 되면서 폐지되었다.